# Lacumaces
Lacumaces va ser un príncep númida, fill de Ozalces rei dels massils, al que Mezetul va posar al tron quan era un infant.
Mezetul havia enderrocat al rei Capusa. Al desembarcar Masinissa I a l'Àfrica, Lacumaces va anar a la cort de Sifax per demanar ajut però pel camí Masinissa el va atacar i es va escapar per poc de caure a les seves mans. Després va obtenir de Sifax una força auxiliar important amb la que es va unir al seu guardià Mezetul, però Masinissa els va derrotar completament i van haver de fugir a la cort de Sifax. D'aquell lloc el van convèncer de tornar, i Masinissa el va rebre amb els honors deguts al seu naixement reial, diu Titus Livi, segurament cap a l'any 205 aC.